# سرح سميك الأوراق
سرح سميك الأوراق أو مرو سميك الأوراق أو تنعيم أو مَرْو أو سَرْح (الاسم العلمي: Maerua crassifolia)، نوع من الأشجار من فصيلة القبارية. أعطانها الأصليه في إفريقيا وشبه الجزيرة العربية المدارية وفلسطين (توضيح)، لكنها أختفت من مصر. يتم استخدام أوراق الشجر هذا النبات علف للحيوانات، وخاصة الجمال (اسم)، خلال موسم الجفاف في أجزاء من أفريقيا.
وينمو هذا النبات عادًة في اليمن، ويسمى بالمرو. في القرن الثامن عشر، تم استخدام اسم النبات باللغة العربية مرو مصدرًا للاسم العلمي للجنس. من قبل عالم التصنيف بيتر فورسكال من القرن الثامن عشر، الذي زار اليمن عام 1760.
وهو مصدر غذاء شائع الاستخدام في وسط إفريقيا، حيث يطلق عليه جيغا ويصنع منه الحساء وأطباق أخرى. كان جزءًا من النظام الغذائي اليومي لقبيلة كيل إوي الطوارقية في جبال آير في أواخر الثمانينات من القرن العشرين، حيث كانوا يخلطون الأوراق المطبوخة مع حليب الماعز. يعتبر المرو سميك الأوراق مقدسًا لدى المصريين القدماء.

## التوزيع
عُثر على سرح سميك الأوراق ينمو على طول نهر تسوشاب في ناميبيا عند الإحداثيات الجغرافية التالية: 24 ° 38'42.6 "S 15 ° 39'06.9" E.

## روابط خارجية
- Botanical Information
- Niger Famine
- Egyptian Myths

قالب:WestAfricanPlants